# جيمي وارنوك
جيمي وارنوك (بالإنجليزية: Jimmy Warnock)‏ كان ملاكم محترف أيرلندي صنّف ضمن فئة وزن الذبابة. انتصر على بطل العالم في وزن الذبابة بيني لينش في مارس 1936.

## إحصائيات
خاض خلال مسيرته 85 نزالا، فاز في 64 وتعادل في 6 وخسر في 15. فاز بالضربة القاضية في 24 نزالا.

## روابط خارجية
- جيمي وارنوك على موقع بوكس ريك (الإنجليزية) (registration required)